# فيلانويفا دي بيراليس
فيلانويفا دي بيراليس (بالإنجليزية: Villanueva de Perales)‏ هي بلدية ومدينة في منطقة الحكم الذاتي وتقع في منطقة مدريد في وسط إسبانيا. تبلغ مساحة هذه المدينة 31.18 (كم²)، ويبلغ عدد سكانها 1486 نسمة حسب إحصاء سنة 2012 م.